# Phaeostigma (Aegeoraphidia) biroi
Phaeostigma (Aegeoraphidia) biroi is een kameelhalsvliegensoort uit de familie van de Raphidiidae. De soort komt voor op Kreta.
Phaeostigma (Aegeoraphidia) biroi werd voor het eerst wetenschappelijk beschreven door Navás in 1915.